# Notre-Dame-du-Touchet
Notre-Dame-du-Touchet ist eine Ortschaft und eine Commune déléguée in der französischen Gemeinde Mortain-Bocage mit 611 Einwohnern (Stand 2022) im Département Manche in der Region Normandie. 
Mit Wirkung vom 1. Januar 2016 wurden die früheren Gemeinden Bion, Mortain, Notre-Dame-du-Touchet, Saint-Jean-du-Corail und Villechien fusioniert und damit eine Commune nouvelle mit dem Namen Mortain-Bocage geschaffen. Die Gemeinde Notre-Dame-du-Touchet gehörte zum Arrondissement Avranches und zum Kanton Mortain.

## Geografie
Notre-Dame-du-Touchet liegt etwa 32 Kilometer ostsüdöstlich von Avranches. Der Fluss Sélune durchquerte die frühere Gemeinde.

## Sehenswürdigkeiten

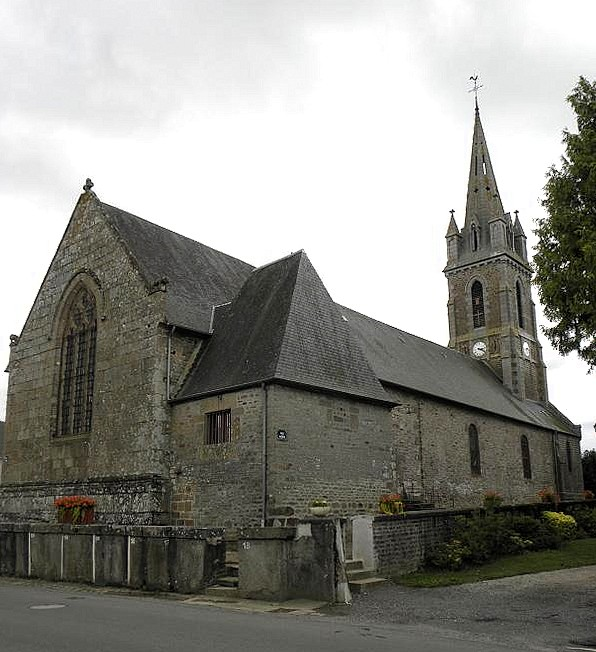
Kirche Notre-Dame

- Kirche Notre-Dame
- Schloss Touchet